# Rosa nipponensis
Rosa nipponensis är en rosväxtart som beskrevs av François Crépin. Rosa nipponensis ingår i släktet rosor, och familjen rosväxter. Inga underarter finns listade i Catalogue of Life.